# Patrimoine industriel de Limoges

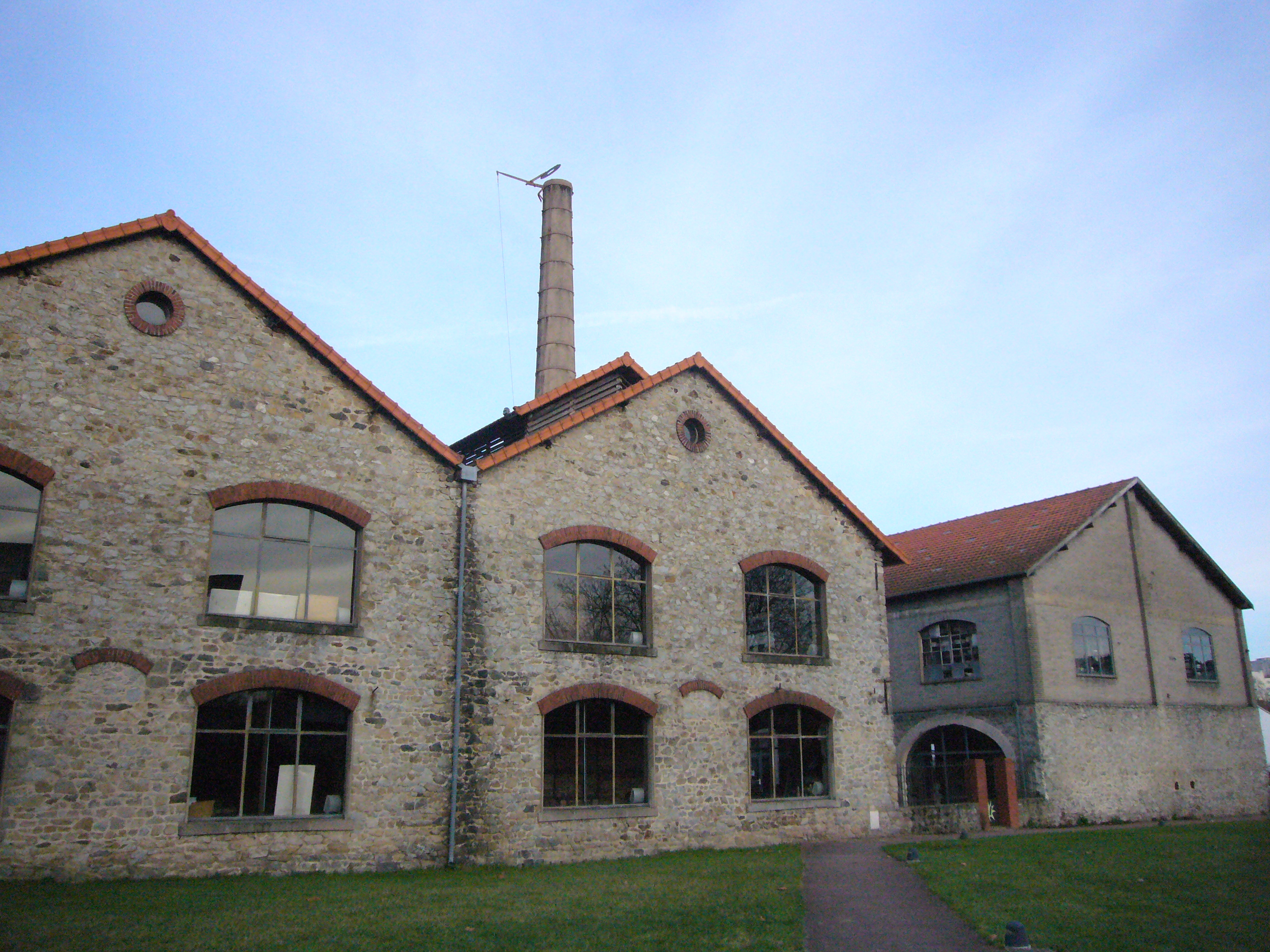
Usine de porcelaine Royal Limoges et ancien four des Casseaux.

Le patrimoine industriel de Limoges résulte de l'importante histoire industrielle qui caractérise cette ville située dans le centre-ouest de la France, dans le département de la Haute-Vienne, aux XIXe et XXe siècles. La production de porcelaine, de chaussures, de vêtements ou encore la brasserie et la distillerie figurent parmi les activités les plus représentatives de l'histoire industrielle de la ville.
Le patrimoine industriel de Limoges comprend à la fois des traces matérielles, mobilières (machines, biens manufacturés…) et paysagères (usines et ateliers…), et immatérielles (savoir-faire, mémoire…). La présence de musées, de chercheurs et d'associations contribue à la valorisation de ce patrimoine.
Il s'inscrit aussi dans le contexte régional du Limousin, dont le territoire est tout entier marqué par une importante activité industrielle à la même époque, comprenant notamment activités minières, travail du cuir, production porcelainière, scierie et papeterie.